# Mecodina asbolaea
Mecodina asbolaea är en fjärilsart som beskrevs av Oswald Beltram Lower 1903. Mecodina asbolaea ingår i släktet Mecodina och familjen nattflyn. Inga underarter finns listade i Catalogue of Life.